# Samim Yağız
Samim Yağız (* 15. April 1950; † 22. April 2019) war ein türkischer Fußballspieler.

## Karriere

### Im Verein
Samim Yağız begann seine Karriere bei Galatasaray Istanbul. In seiner ersten Saison bei Galatasaray spielte er in 15 Ligaspielen und erzielte ein Tor. In der nachfolgenden Spielzeit wurde er das erste Mal türkischer Meister. In den Jahren 1972 und 1973 konnte die Meisterschaft verteidigt werden. Neben der Meisterschaft gewannen Yağız und seine Mannschaftskollegen 1973 den türkischen Pokal.
Die letzten drei Jahre seiner Karriere verbrachte Samim Yağız bei Sakaryaspor, Kocaelispor und Sarıyer SK.

### In der Nationalmannschaft
Samim Yağız spielte 1970 für die türkische U-21.

## Erfolge
Galatasaray Istanbul
- Türkischer Meister: 1971, 1972, 1973
- Türkischer Fußballpokal: 1973